# Michaił Awiłow
Michaił Iwanowicz Awiłow (ros. Михаи́л Ива́нович Ави́лов; ur. 18 września 1882, zm. 14 kwietnia 1954) – radziecki malarz i grafik. Laureat Nagrody Stalinowskiej. Autor obrazu przedstawiającego pojedynek Pierieswieta z Czełubejem.
Został pochowany na Cmentarzu Tichwińskim w Petersburgu.

## Nagrody i odznaczenia
- Zasłużony Działacz Sztuk RFSRR
- Order Czerwonego Sztandaru Pracy
- Nagroda Stalinowska